# 田結庄是義
田結庄 是義（たいのしょう これよし）は、戦国時代から安土桃山時代にかけての武将。山名氏の家臣。但馬国鶴城主。山名四天王の一人。

## 略歴
山名祐豊の有力な重臣。愛宕山に鶴城を築いて居城とし、但馬での勢力を伸ばしていたが、尼子氏が但馬で勢力を伸ばすと、それに協力した。これは、是義が垣屋氏と険悪で垣屋氏の勢力下である美含郡の併合を狙っていたためである。
永禄12年 （1569年）、織田氏の家臣・羽柴秀吉により山名領が攻め込まれると、主君・山名祐豊は織田氏に臣従した。しかし、但馬は織田派と毛利派に分かれており、是義は織田派を鮮明にし、元亀元年（1570年）毛利派の垣屋続成を奇襲により殺害した。その後、天正3年（1575年）に山名祐豊は毛利氏と同盟し、続成の子・垣屋光成に野田合戦を仕掛けられ、正福寺にて自害した。